# Кукушкин цвет обыкновенный
Куку́шкин цвет обыкнове́нный (лат. Silene flos-cúculi) — вид двудольных цветковых растений, включённый в род Смолёвка (Silene) семейства Гвоздичные (Caryophyllaceae). В литературе и интернет-источниках встречается также как Горицвет кукушкин и Кукушкин цвет по устаревшим ботаническим синонимам. Более правильным названием, соответствующим современному латинскому наименованию, является Смолёвка кукушкин цвет, однако оно отсутствует в ботанических авторитетных источниках.

## Ботаническое описание

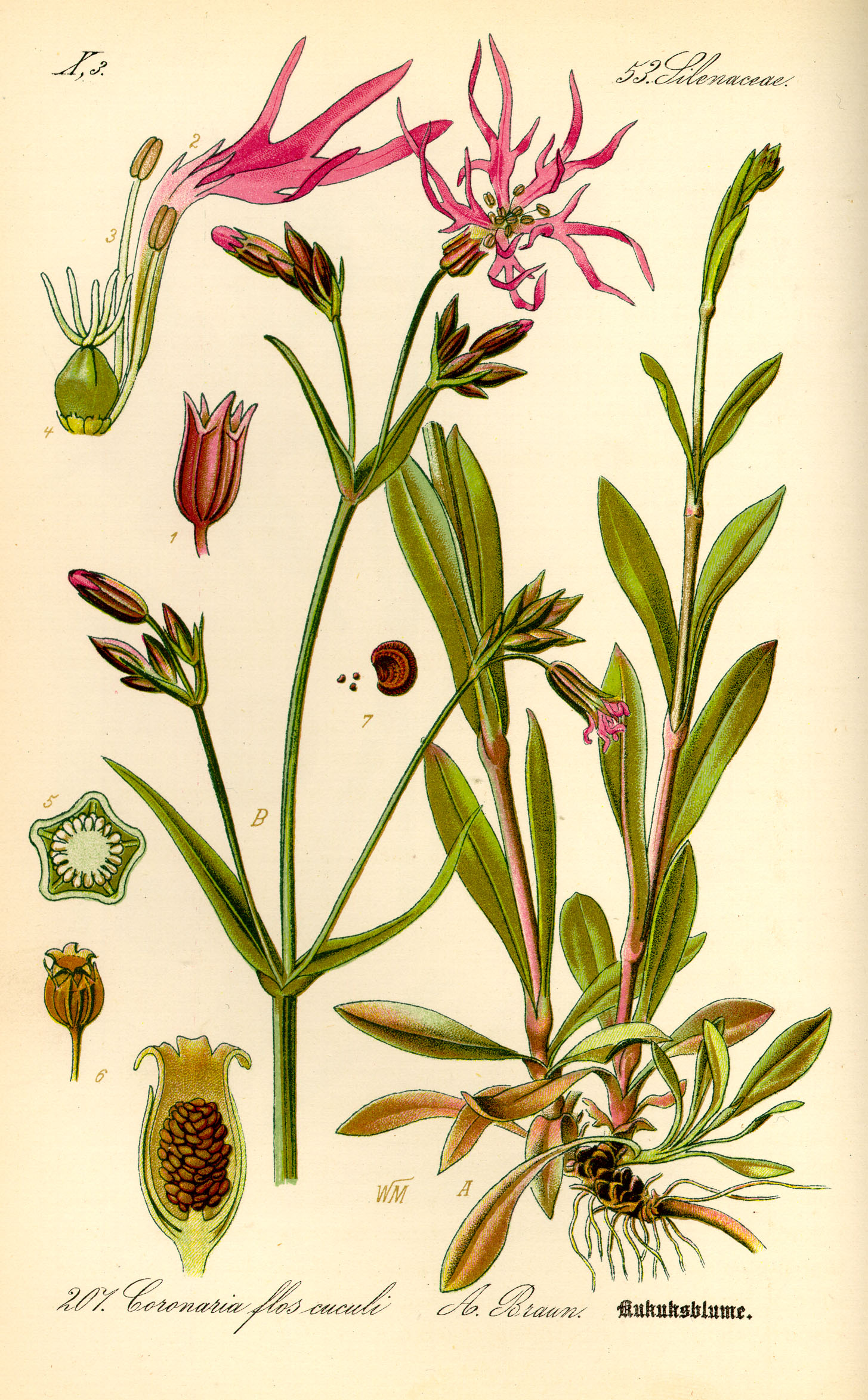
Silene flos-cuculi (= Lychnis flos-cuculi).

Кукушкин цвет обыкновенный — многолетнее травянистое растение с тонкими корнями. Стебли прямостоячие, ветвящиеся, достигающие от 0,3 до 0,9 м в высоту.
Прикорневые листья лопатчатые, обратноланцетовидные. Стеблевые листья супротивные, сидячие, ланцетовидные, голые с обеих сторон, до 15 см длиной.
Цветки собраны по 3—30 в рыхлые щитковидные соцветия на верхушке побега, около 3 см в диаметре. Прицветники узколанцетовидные, до 2,5 см длиной. Чашечка колокольчатая, плёнчатая, с зазубренным краем. Венчик ярко-розовый, реже белый, лепестки узкие, глубоко разделены на две линейные доли, широкообратнояйцевидные. Пестики в числе 5.
Плод — широкояйцевидная коробочка, раскрывающаяся пятью створками. Семена тёмно-коричневые или чёрные, бугристые.
Число хромосом 2n = 24.

## Распространение и экология
Кукушкин цвет обыкновенный широко распространён по всей Европе от Скандинавии на севере до севера Испании, Италии и Греции на юге.
В России встречается в европейской части, Западной и Восточной Сибири, в Предкавказье.
Кукушкин цвет завезён на северо-запад Северной Америки, где нередко дичает.
Встречается на заливных лугах, ольшаниках, сырых светлых лесах, вырубках, торфяниках, западинах.

## Химический состав
Листья, собранные 28 июня во время цветения, содержали 181,4 мг % аскорбиновой кислоты. Листья, цветки и стебли, собранные в этой же фазе вегетации, содержали 90 мг % аскорбиновой кислоты.

## Значение и применение
Медоносное растение. Продуктивность нектара цветком 0,2 мг, растением 15 мг, при сплошном произрастании 5,4 кг/га. В нектаре содержится 63,1 % сахара. Продуктивность пыльцы пыльником 0,2 мг, побегом 70,7 мг с 44 цветками. На 83 его цветках зарегистрированы 61 бабочка, 3 медоносные пчелы, 11 мух и 8 шмелей. Одна медоносная пчела принесет в улей 19,1 мг нектара и затратит 69 % собранного за одну фуражировку нектара на осматривание 318 цветков и полет до улья и обратно.
Даёт посредственный корм. Поедается всеми видами скота.

## Классификация

### Таксономия
Silene flos-cuculi (L.) Greuter & Burdet, 1901, Deutschl. Fl. Abbild. , ed. 2, 5: 96
Вид Смолёвка кукушкин цвет относится к роду Смолёвка (Silene) семейства Гвоздичные (Caryophyllaceae) порядка Гвоздичноцветные (Caryophyllales). Кладограмма в соответствии с Системой APG IV по состоянию на декабрь 2023 года:
|  |                                      |  |                                   |                                   |                      |  | ещё 40 семейств | ещё 40 семейств |                        |  |                        |  | еще 485 подтвержденных видов и 1 143 вида, ожидающих подтверждения | еще 485 подтвержденных видов и 1 143 вида, ожидающих подтверждения |  |
|  |                                      |  |                                   |                                   |                      |  | ещё 40 семейств | ещё 40 семейств |                        |  |                        |  | еще 485 подтвержденных видов и 1 143 вида, ожидающих подтверждения | еще 485 подтвержденных видов и 1 143 вида, ожидающих подтверждения |  |
|  |                                      |  |                                   | порядок Гвоздичноцветные          |                      |  |                 |                 | род Смолёвка           |  |                        |  |                                                                    |                                                                    |  |
|  |                                      |  |                                   | порядок Гвоздичноцветные          |                      |  |                 |                 | род Смолёвка           |  | 1 внутривидовой таксон |  |                                                                    |                                                                    |  |
|  | отдел Цветковые, или Покрытосеменные |  |                                   |                                   | семейство Гвоздичные |  |                 |                 | Смолёвка кукушкин цвет |  |                        |  |                                                                    |                                                                    |  |
|  | отдел Цветковые, или Покрытосеменные |  |                                   |                                   |                      |  |                 |                 |                        |  |                        |  |                                                                    |                                                                    |  |
|  |                                      |  | ещё 63 порядка цветковых растений | ещё 63 порядка цветковых растений |                      |  |                 | еще 97 родов    | еще 97 родов           |  |                        |  |                                                                    |                                                                    |  |
|  |                                      |  |                                   | ещё 63 порядка цветковых растений |                      |  |                 |                 | еще 97 родов           |  |                        |  |                                                                    |                                                                    |  |

### Синонимы
- Agrostemma flos-cuculi G.Don
- Agrostemma lusitanica G.Don
- Coccyganthe flos-cuculi Rchb.
- Coccyganthe pratensis Schur
- Coronaria flos-cuculi A.Braun
- Floscuculi pratense Opiz
- Lychnis flos-cuculi L.
- Melandrium flos-cuculi Roehl.
- Silene flos-cuculi (L.) Clairv.
- Silene flos-cuculi subsp. flos-cuculi